# 広島電灯
広島電灯株式会社（旧字体：廣島電燈株式會社󠄁、ひろしまでんとうかぶしきがいしゃ）は、明治後期から大正にかけて存在した日本の電力会社である。かつて中国電力ネットワーク管内に存在した電気事業者の一つ。
本社は広島県広島市。1893年（明治26年）に設立され、翌年より県内最初の電気事業者として開業した。当初の供給区域は広島市内に限られたが徐々に拡大。1910年代後半以降は周辺事業者の統合を推進して尾道市などにも進出し、後発の広島呉電力とともに広島県内の電気事業を二分した。1921年（大正10年）、広島呉電力との新設合併により広島電気となった。

## 沿革

### 設立と開業
広島市における電気事業起業の発端は、1889年（明治22年）9月12日に発起人から広島県に対し「広島電灯会社」の設立を出願したことにある。発電所より市中に配電するという形態の電気事業を1887年（明治20年）に東京電灯が開業してからまだ2年目で、東京以外では神戸・大阪・京都の3都市でのみ電気事業が開業済みという段階であった。
このような新規事業を広島で最初に企画したのは、広島電信局の用達商人で当時マッチ工場を経営していた高坂万兵衛である。高坂は早くから電気事業に興味を持ち、開業早々の東京電灯を見学し技師長藤岡市助の説明を聞いたという。高坂は県会議長脇栄太郎らを創立委員に立て、脇を筆頭に47人の連署で電灯会社の設立を出願する。これに対する許可は10月14日に下りた。許可を得たものの、広島財界の保守性や不況によるものと言われるが、投資が集まらずすぐに会社設立には至らなかった。3年半後の1893年（明治26年）4月26日、発起人は前年変更された県の取締規則に従い改めて県へ事業免許を出願する。このころには六大都市すべてで電気事業が出現し地方都市に普及する局面に差しかかっていたため、広島でも起業の機運が高まっていた。1か月後の5月25日に県から免許が下りる。その翌日の1893年5月26日、広島電灯株式会社の設立をみた。
設立時の資本金は6万円。発起人から役員が選ばれ、初代社長には醸造業・綿商を営む桐原恒三郎が就任した（高坂万兵衛は役員にならず）。本社は発電所建設地の広島市大手町7丁目（現在の中電病院の位置）に置いた。その発電所は1894年（明治27年）3月に着工。大阪の商社からボイラー2台、イギリス製蒸気機関1台、スイス製30キロワット単相交流発電機2台を買い入れ、9月までに据付工事を終えた。市内配電設備の整備と県の検査、試験運転を経て同年10月20日、広島電灯は開業した。開業時の電灯数は332灯であった。
広島電灯は会社設立時点では中国地方唯一の電気事業者であったが、岡山市で1894年2月に設立された岡山電灯が同年5月15日に開業したため、広島電灯はこれに続く中国地方で2番目に開業した電気事業者となった。

### 競合会社の出現
広島電灯の開業は日清戦争（1894 - 1895年）中のことであった。広島は大本営の所在地となり、戦場に兵員・物資を送る兵站基地の機能も置かれて活況を呈した時期にあたる。そうしたことから電灯の需要も大きく、開業5か月後の1895年（明治28年）3月末には需要家数423戸・点火灯数1159灯へと供給成績が伸びた。需要増に対処するため同年2月の株主総会で9万円への増資を決定。この資金で翌1896年（明治29年）10月に芝浦製作所製60キロワット発電機1台を増設した。以後供給成績は伸び続けるが、電灯料金が高価なためこの段階では広く普及するほどではなかった。

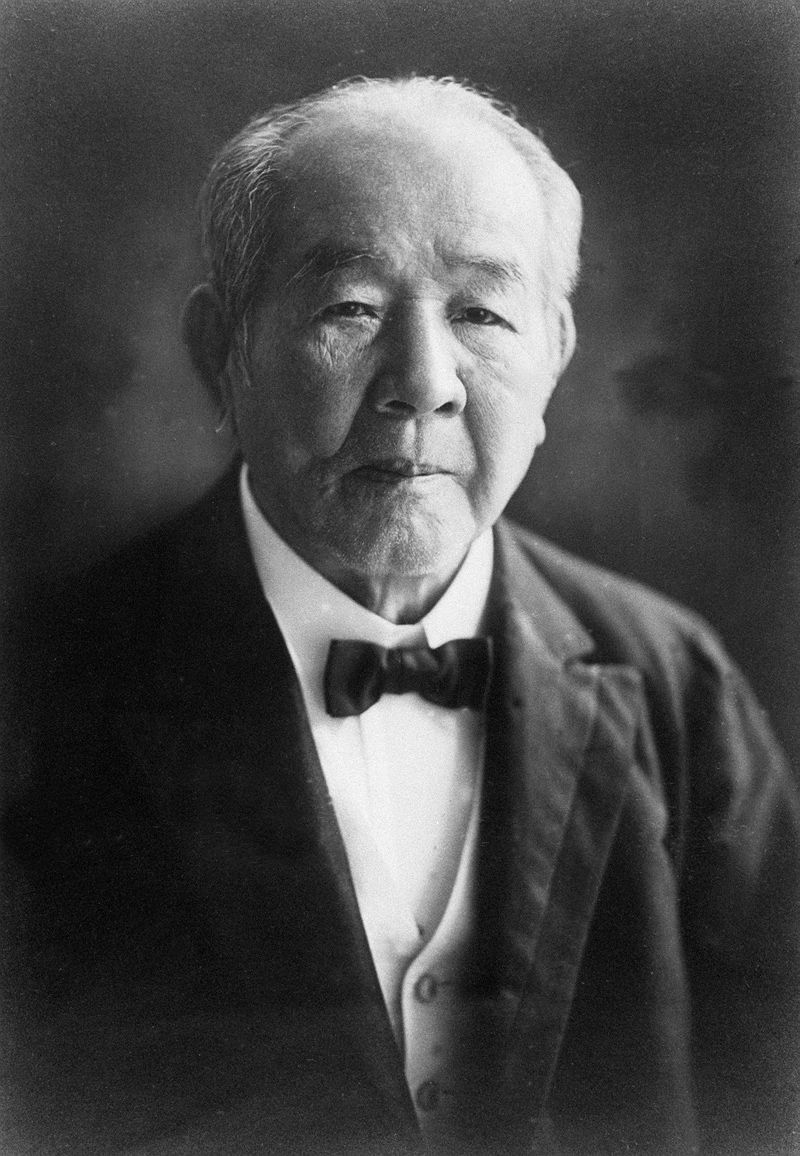
広島水力電気初代会長渋沢栄一

日清戦争を機に、広島市にはもう一つの電気事業計画が浮上する。企画者は市内の豪商松本清助で、広島で開かれた第7回帝国議会に出席するため自邸に宿泊した田尻稲次郎大蔵次官・渡辺国武大蔵大臣から水力発電事業を勧められたことが起業の契機という。松本は起業にあたって渡辺の仲介で渋沢栄一の支援を得ることに成功、中央財界の出資を獲得する。そして1897年（明治30年）5月13日、広島水力電気株式会社（後の広島呉電力）として会社設立に至った。同社は呉市の東方、賀茂郡広村に出力750キロワットの広発電所を建設。そこから広島市内と呉市内まで長距離送電線を架設し、1899年（明治32年）5月から呉市内で電灯供給を、半年後の12月15日から広島市内で動力用電力供給をそれぞれ開業した。
広島電灯では、新興の広島水力電気との間で16燭光の終夜灯3000灯分の電力購入契約を1900年（明治33年）2月16日付で締結し、翌1901年（明治34年）6月より受電を開始した。受電開始により一時的に自社火力発電の拡張を伴わない供給増が可能となったほか、広島水力電気が1900年11月に当局の許可を得た広島市内における電灯供給について、広島電灯の承認を必要とするという制限をかけた。

### 亀山水力発電所の建設
日露戦争が勃発した1904年（明治37年）、広島電灯の電灯数は6000灯を越えた。広島電灯では需要増加にあわせて逐次既設大手町発電所を拡張する方針を採り、まず1907年（明治40年）7月、第2次拡張として200キロワット発電機1台を増設する。1910年（明治43年）8月には建屋の改築を伴う第3次拡張を実施し、古い30キロワット発電機2台・60キロワット発電機1台を500キロワット発電機1台へと更新。1912年（明治45年）1月には最後の拡張となる第4次拡張で500キロワット発電機1台を増設した。

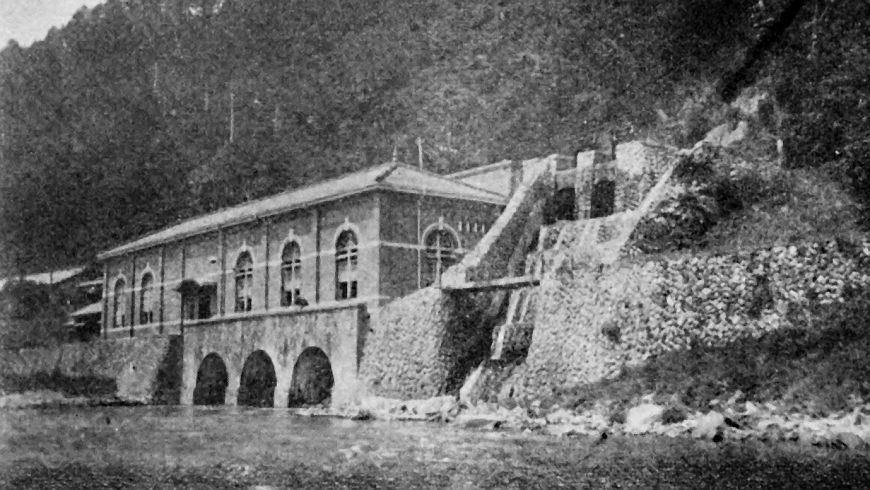
亀山発電所（広島電気時代）

需要増加の中、広島電灯では自社での水力発電を推進するようになる。その第一段階が太田川電力株式会社発起人からの水利権買収である。太田川電力は木村静幽ら7人を発起人として計画されていた電力会社で、1906年（明治39年）11月に太田川にて水利権を取得する。広島電灯では太田川電力が会社未成立の段階でその水利権を5万円にて買収することを決定し、1908年（明治41年）1月水利権移転の許可を得た。2年後の1910年（明治43年）2月26日、開発資金を得るべく資本金を30万円から一挙に130万円へと増資する。そして同年10月、広島市の北方にあたる安佐郡亀山村大字今井田（現・広島市安佐北区可部町今井田）にて水力発電所建設に着手した。
着工から2年後の1912年7月8日、太田川に完成した亀山発電所が運転を開始した。発電所出力は大手町発電所の1,200キロワットの倍近い2,100キロワット。送電設備として、広島近郊の安佐郡三篠町と呉市内の2か所に新設された変電所との間を繋ぐ11キロボルト送電線が整備された。亀山発電所の運転開始を機に大手町発電所を休止（予備設備に）としたことから発電費が減少するため、広島電灯では電灯料金を15パーセントも引き下げた。亀山発電所建設に伴う料金改定は同年5月に実施。値下げは1910年11月に8燭灯・10燭灯を月額10銭ずつ引き下げて以来のもので、10燭灯の場合月額1円から85銭への値下げとなっている。料金引き下げと、1911年から順次広島市周辺地域へと供給区域を拡張したことが重なって、以後電灯の普及が本格化することになる。その結果、1910年に1万5000灯余りであった広島電灯の電灯数は1912年までの2年間で倍増し、翌1913年（大正2年）には5万灯を突破するまでになった。
亀山発電所運転開始を機に、広島電灯では従来広島呉電力に譲って手掛けていなかった動力用電力供給の部門にも参入した。さらに広島呉電力の地盤である呉方面にも進出を果たす。呉では呉鎮守府各庁舎や関係部署に対して供給を開始するとともに、各地で電柱建設工事を急いだが、間もなく逓信省や広島県の介入によって呉方面における競争は抑止される。1912年8月以降、広島電灯は海軍関係を除いて呉市内と吉浦町における電灯・電力供給を行わない、広島呉電力に対して呉市で200キロワット、広島市で100キロワットを供給する、という条件で広島呉電力と妥協する道を選んだ。なお、1900年から続いていた広島呉電力から広島電灯に対する電力供給契約は1912年12月に解約されている。

### ガス灯の出現

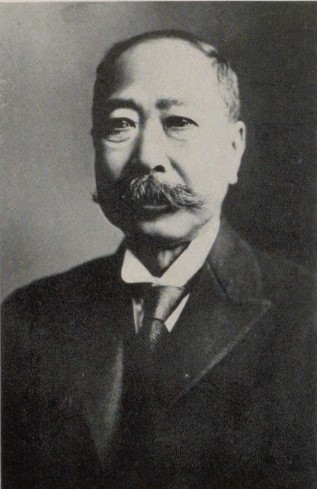
広島瓦斯初代社長片岡直輝

1909年（明治42年）10月、中国地方最初のガス会社として広島瓦斯株式会社（現・広島ガス）が設立された。同社は翌年10月、市内へのガス供給を開業する。当時は不況期であったものの需要開拓は順調であり、開業4か月後にあたる1911年1月末時点では約1万個のガス孔口を取り付けていた。この当時のガスは炊事などの熱用よりも灯火用すなわちガス灯利用が主体であり、広島瓦斯の場合も全孔口数の3分の2が灯火用であった。ガスマントル開発以後のガス灯は、発光部分（フィラメント）に炭素線を用いる白熱電球（炭素線電球）に比べて明るく、電灯に対して競争力を持っていた。広島瓦斯では市内中心部から順次市内西北部や佐伯郡己斐町・安佐郡三篠町など市外にもガス導管を延長するとともに、尾道市・呉市にも進出している。
こうして順調に事業を拡大した広島瓦斯であったが、1910年代半ばになると一転苦境に陥った。その原因の一つは第一次世界大戦勃発に伴う原料石炭（当時のガスは石炭ガス）価格の高騰である。そしてもう一つは、水力発電とタングステン電球（フィラメントにタングステンを用いる電球）の普及に伴う電灯の競争力向上であった。従来の炭素線電球に比べて消費電力が小さいタングステン電球は、広島電灯では1914年（大正3年）10月より定額灯で全面的に採用されている。前年10月の料金改定とこのタングステン電球制の導入に伴う改定で10燭灯の場合月額55銭まで引き下げられた。1909年からの5年間で電灯料金が大幅に引き下げられたことでガス灯に対する電灯の優位は決定的となり、以後広島瓦斯のガス事業は熱用主体に移行することになる。
全国的なガス事業の動揺の中、広島瓦斯は1917年（大正6年）8月、市内で路面電車を運転する広島電気軌道を合併し広島瓦斯電軌となり、ガス・電車兼営という独特な企業となった。合併した広島電気軌道は1912年11月の開業。路面電車の電源は市内千田町に構えた自社火力発電所であり、大正末期に広島電気からの受電へと転換するまで電力会社との関係はなかった。
後身の広島電気時代のことであるが、広島瓦斯電軌が電気供給事業進出を企画したことで、1922年（大正11年）から翌年にかけて広島電気と広島瓦斯電軌との間で対立が生ずることになる。

### 周辺事業者の合併

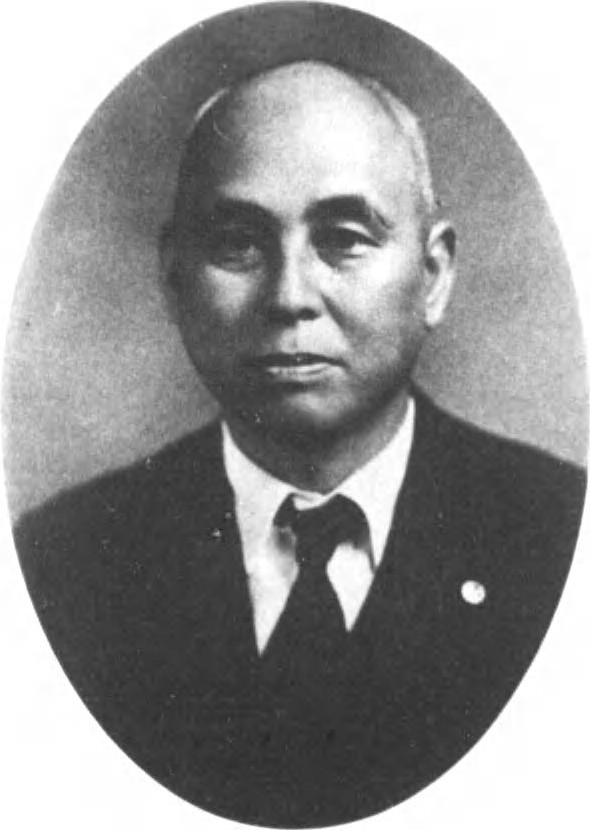
川北電気企業社社長川北栄夫

広島電灯では1914年8月、需要増加への対応として太田川上流に発電所を新設することを名目（実現に至らず）に資本金を130万円から230万へと増資した。この増資は、65万円分を従来の株主に対し持株2株につき1株の割合で割り当て、残り35万円分を常務取締役を入れるという条件でシーメンス・シュケルト東京支社が引き受ける、という形で計画された。しかし第一次世界大戦勃発でシーメンスの出資が不可能となったため、元支社員で川北電気企業社を率いる川北栄夫がその出資分を肩代わりし、同じく元支社員で川北とつながりのある井原外助が広島電灯に常務として入った。
川北の資本参加を得た広島電灯では、従来の広島市とその周辺に限られた供給区域を拡大して事業の発展を期するべく、周辺事業者の統合を活発化させた。社業拡大を推進したのは、広島市長を務めたのち1910年3月常務として入社し、1913年4月に第5代社長に昇格した高束康一である。1920年（大正9年）にかけて統合した事業者は、芸備電気・尾道電気・三原電灯・加計電灯事務所の4社に及ぶ。各社の概要は以下の通り。
芸備電気株式会社
1917年2月28日付で合併。合併比率は1対1で、合併に伴う増資は42万円（ただし同年4月この分を減資）。
川北や岡崎（愛知県）の実業家らの発起により1912年2月に大阪市・川北電気企業社内に設立。広島県賀茂郡竹原町（現・竹原市）に火力発電所を設置し、竹原町とその周辺を供給区域として翌1913年5月に開業した。供給区域はその後西の賀茂郡三津町・西条町（現・東広島市）などに拡大している。
さらに1916年3月、芸備電気は賀茂郡阿賀町（現・呉市）の中国電気を合併した。同社は才賀藤吉が主宰する会社として1910年10月に設立。阿賀町にガス力（内燃力）発電所を構え、1912年1月より阿賀町と安芸郡警固屋町・音戸町（いずれも現・呉市）を供給区域として開業していた。
広島電灯では合併に先立ち川北電気企業社より芸備電気の株式を買収し、高束康一ら役員を同社に派遣した。こうした準備を経て1916年9月合併契約を締結、翌年合併に踏み切った。
尾道電気株式会社
芸備電気と同じ1917年2月28日付で合併。合併に伴う増資は24万円。
前身の尾道電灯は中国地方5番目・県内2番目の電気事業者として尾道市に1897年4月設立。本社・発電所は字尾崎に設置。歴史のある電力会社だが広島電灯のように拡大路線を採ることなく、供給区域は尾道市内と隣接する2町村に限られた。1916年8月、尾道電灯経営陣と川北・井原らが発起人となり資本金60万円にて新会社・尾道電気が発足、尾道電灯の事業を引き継いだ。その2か月後、尾道電気は広島電灯との合併を決定した。
三原電灯株式会社
1918年（大正7年）4月1日付で事業買収。
前身は才賀藤吉率いる兵庫県の明石電灯が御調郡三原町（現・三原市）に構えた明石電灯三原支社。同支社は1911年12月に開業したが、尾道電灯と同様に事業規模は限定的であった。発電所は三原町大字三原字古浜新開に構えた。1917年7月、川北・井原らを発起人として資本金10万円の三原電灯が設立され、同年12月、三原支社の事業を継承する。そして翌1918年1月、広島電灯との間で10万698円で事業を売却する契約を締結した。
加計電灯事務所
1920年（大正9年）5月事業買収。
山県郡加計町（現・安芸太田町）に供給していた小事業者で1903年3月発足。猪原良右衛門ほか3人の共同経営にて始まったが、1908年から猪原の個人経営に移っていた。広島電灯への事業売却価格は1万7000円。
広島電灯が周辺事業者の統合を推進したのと並行して、競合会社の広島呉電力も事業統合を積極化させていた。広島呉電力による統合は広島電灯の3倍多い12社に上り、江田島・三次・庄原・福山といった地域や岡山県の一部が同社の供給区域となっている。

### 電源の拡充
上記の周辺事業者統合に加え、第一次世界大戦を背景とする大戦景気の影響により広島電灯では電灯・電力ともに供給成績が著しく向上した。電灯点灯数については芸備電気・尾道電気を合併した1916年度下期に10万灯を超え、1919年度下期に20万灯も突破、1921年（大正10年）3月末時点では23万738灯を数えた。電力供給も1914年上期に1,000馬力まで到達したのち、1916年下期に2,000馬力、1918年下期に4,000馬力を突破、1921年3月末時点では5,516馬力（約4,413キロワット）を供給した。電灯需要増加は所得向上に起因する新規需要家の増加、電力需要増加は工場電化の進展によるものである。
こうした需要増加により、1916年に入ると出力2,100キロワットの亀山水力発電所だけでは供給力が逼迫するようになる。休止していた大手町火力発電所を再開したものの、新規需要の一部謝絶せざるを得なくなった。そのような中、1917年2月に芸備電気を合併したことで、同社が豊田郡大河村大字中河内（現・東広島市河内町中河内）において沼田川水系椋梨川に建設中であった椋梨川発電所を引き継ぐことができた。椋梨川発電所は1918年5月、出力1,000キロワットの発電所として完成し、20日より運転を開始した。
芸備電気の合併に続き、広島電灯では1917年4月に太田川ならびにその支流柴木川にて水利権を申請。翌1918年2月には、水力発電所建設資金調達のため346万円の増資を実施し資本金を600万円としている。しかし水利権許可には時間がかかり、その一方で需要増加の勢いは衰えず椋梨川発電所完成後も供給力が不足する状況であったため、大戦による石炭価格高騰という不利がありながらも火力発電所の新設に踏み切ることとなった。新発電所は市内の千田町にて1919年（大正8年）8月着工。工事は3,000キロワット発電機1台ごとに2期に分けられ、第1期工事分は翌1920年10月に完成した。この千田町発電所は蒸気機関ではなく蒸気タービンを原動機とする高効率の火力発電所であり、かつ完成時には石炭価格が下落していたため、火力発電の重点化が会社経営に悪影響を与えることはなかった。
自社で完成させた亀山・椋梨川・大手町・千田町の4発電所に加え、広島電灯は周辺事業者統合で引き継いだ発電所も運転した。旧中国電気が賀茂郡阿賀町に構えた阿賀発電所（ガス力・出力75キロワット）、旧芸備電気が賀茂郡竹原町に構えた竹原発電所（火力・出力150キロワット）、旧三原電灯が御調郡三原町に構えた見原発電所（ガス力・出力180キロワット）、旧尾道電気が尾道市尾崎町に構えた尾道発電所（火力・出力255キロワット）の4か所が該当する。ただし三原発電所は1918年5月に、阿賀発電所は同年12月にそれぞれ撤去されている。従って広島電気発足直前の発電力は発電所数6か所・合計7,505キロワットであった。

### 広島電気への発展
広島電灯は、後発の電力会社広島呉電力（1911年以前は広島水力電気）と長年対立関係にあった。前述の通り、広島電灯は16燭光終夜灯3000灯分を広島水力電気から受電する契約を1900年に締結していたが、その供給料金をめぐる対立が両社間の紛争の発端となった。この紛争は、広島水力電気が求める料金値上げを広島電灯が拒否したために発生したもので、広島水力電気側の提訴で1906年8月より訴訟に発展、大審院にまで持ち込まれ1909年4月になって広島水力電気が求める料金よりも低い水準で料金確定に至った。
その間、両社間の協定を無視して広島水力電気が広島市内で電灯供給を行っているとして、1908年2月広島電灯側が提訴した。これは控訴審にて広島水力電気は21軒に対する電灯供給を禁ずる、という判決が出たものの、その後も両社間の紛争は続いた。1912年になり、広島電灯が亀山発電所の完成を機に広島呉電力の地盤である呉市方面への供給を計画するが、ここに至り両社間の妥協が成立。1912年12月に新たな協定書が締結され、両社は訴訟をすべて取り下げた。以後、両社は限られた地域での競争を避け、設備の充実と周辺事業者統合による供給区域拡大に傾注するようになる。その結果広島県下はおおむね広島電灯ないし広島呉電力の供給区域となったが、今度は送電設備の交錯という問題が発生するようになった。
広島電灯と広島呉電力の合併計画は浮上するたびに立ち消えとなっていたが、1920年に発生した戦後恐慌により分立状態の悪影響が顕在化したことで、両社の合併が現実のものとなった。元広島電灯主任技術者で当時川北電気企業社取締役であった高桑確一が1920年末から合併斡旋に努めたという。翌1921年（大正10年）3月3日合併契約締結、5日両社の株主総会で契約が可決され、両社の合併が正式決定をみた。合併条件は、両社の新設合併により新会社を設立する、株式の交換比率については広島電灯の場合持株1株につき新会社の株式2株とする、というものであった。
5か月後の1921年8月12日、新会社の創立総会が開かれ、資本金2500万円の新会社・広島電気株式会社が発足した。競合会社の合併のため新会社経営陣の選出が難航し、1920年10月に高束康一の後任として広島電灯第6代社長となっていた木村静幽を含む取締役・監査役全員はそのまま留任したものの、広島電気初代社長は広島呉電力有力株主渋沢栄一の指名で広島呉電力側から松本清助が就任。広島電灯側からは川北栄夫が副社長に推されたに留まった。
こうして発足した広島電気は、引き続き周辺事業者を合併し山陰地方にも進出するなど事業を拡大し、1942年（昭和17年）に戦時下の配電統制で中国電力の前身中国配電へと統合されるまで、中国地方最大の電力会社として活動することになる。

### 年表
- 1893年（明治26年）
  - 4月26日 - 広島県に対し発起人が事業免許出願[2]。
  - 5月26日 - 前日の県による免許をうけて広島電灯株式会社設立[2]。資本金6万円[4]。
- 1894年（明治27年）
  - 10月20日 - 大手町発電所（30キロワット発電機2台）により開業[2]。
- 1895年（明治28年）
  - 2月20日 - 最初の増資を実施[27]。
- 1896年（明治29年）
  - 10月 - 大手町発電所に60キロワット発電機増設[5]。
- 1899年（明治32年）
  - 12月15日 - 広島水力電気（後の広島呉電力）が広島市内での電力供給を開始[8]。
- 1901年（明治34年）
  - 6月 - 広島水力電気からの受電を開始[5]。
- 1907年（明治40年）
  - 7月4日 - 大手町発電所に200キロワット発電機増設[12]。
- 1908年（明治41年）
  - 1月7日 - 太田川電力株式会社発起人より太田川の水利権を買収[5]。
- 1910年（明治43年）
  - 2月26日 - 資本金を30万円から130万円へ増資[5]。
  - 8月10日 - 大手町発電所に500キロワット発電機増設[12]。これに伴い旧式の30・60キロワット発電機撤去[10]。
- 1912年（明治45年／大正元年）
  - 7月8日 - 太田川の亀山発電所（出力2,100キロワット）運転開始[5]。開業時からの電灯供給に加え電力供給も開業[5]。
  - 12月23日 - 広島呉電力からの受電契約を解約[12]。
- 1914年（大正3年）
  - 8月 - 230万円へ増資[18]。
  - 10月1日 - 定額灯をタングステン電球に全面切り替え[11]。
- 1917年（大正6年）
  - 2月28日 - 芸備電気・尾道電気（旧尾道電灯）を合併[19]。合併に伴い296万円へ増資[18]。
  - 4月 - 芸備電気合併に伴う増資にあたる42万円を減資し、資本金を254万円とする[18]。
- 1918年（大正7年）
  - 2月 - 600万円へ増資[24]。
  - 4月1日 - 三原電灯（旧明石電灯三原支社）より事業を買収[19]。
  - 5月20日 - 椋梨川発電所（出力1,000キロワット）運転開始[12]。
  - 8月 - 大手町発電所の200キロワット発電機撤去（発電設備は500キロワット発電機2台となる）[10]。
- 1920年（大正9年）
  - 5月 - 猪原良右衛門経営の電気事業（加計電灯事務所）を買収[19]。
  - 10月 - 千田町発電所第1期工事竣工（出力3,000キロワット）[22]。
- 1921年（大正10年）
  - 3月3日 - 広島呉電力との間に合併契約締結[26]。
  - 8月12日 - 広島呉電力との新設合併により広島電気株式会社を設立[26]。

## 供給区域一覧
1921年6月末時点における電灯・電力供給区域は以下の通り。全域が広島県内である。
| 市部 （3市）      | 広島市、呉市、尾道市 |
| 安佐郡 （22町村） | 三篠町・長束村・山本村・祇園村・原村・三川村・安村・緑井村・川内村・八木村・可部町・中原村・亀山村・三入村・大林村・鈴張村・飯室村・小河内村・久地村・日浦村・伴村・戸山村（現・広島市） |
| 安芸郡 （23町村） | 牛田村・戸坂村・中山村・矢賀村・船越村・畑賀村・中野村・下瀬野村・上瀬野村・矢野町・仁保村（現・広島市）、 府中村（現・府中町）、海田市町・奥海田村（現・海田町）、 熊野町、坂村（現・坂町）、 大屋村・焼山村・本庄村・警固屋町・音戸町・渡子島村・倉橋島村（現・呉市）                                             |
| 賀茂郡 （29町村） | 阿賀町・広村・仁方町・川尻村・内海跡村・中切村・内海町・三津口村（現・呉市）、 熊野跡村（現・広島市）、 郷田村・吉川村・原村・川上村・西志和村・東志和村・志和堀村・寺西村・下見村・御薗宇村・西条町・吉土実村・西高屋村・東高屋村・早田原村・三津町（現・東広島市）、 竹原町・下野村・東野村・荘野村（現・竹原市） |
| 豊田郡 （21町村） | 吉名村・大乗村・忠海町（現・竹原市）、 木谷村・小谷村・入野村・大河村・戸野村（現・東広島市）、豊田村（現・東広島市・三原市）、 椹梨村・大草村・船木村・本郷村・下北方村・沼田西村・沼田東村・佐江崎村・須波村・田野浦村・長谷村・高坂村（現・三原市）                                                              |
| 御調郡 （12町村） | 羽和泉村・久井村・三原町・糸崎町・西野村・山中村（現・三原市）、深田村（現・三原市・尾道市）、 吉和村・栗原村・向島西村・立花村・向島東村（現・尾道市） |
| 沼隈郡 （1村）    | 山波村（現・尾道市） |
| 世羅郡 （4村）    | 神田村（現・東広島市）、西大田村・津久志村・小国村（現・世羅町） |
| 山県郡 （1町）    | 加計町（現・安芸太田町） |

## 発電所一覧
広島電灯が運転し、広島電気へと継承された発電所は以下の6か所（総出力7,505キロワット）である。すべて広島県内に位置する。
| 発電所名 | 種類 | 出力 (kW) | 所在地                                                          | 所在地                                 | 竣工年月 または前所有者 | 備考           |
| -------- | ---- | --------- | --------------------------------------------------------------- | -------------------------------------- | ----------------------- | -------------- |
| 亀山     | 水力 | 2,100     | 安佐郡亀山村今井田（現・広島市） （河川名：太田川）             | 北緯34度30分40.3秒 東経132度29分8.3秒  | 1912年6月               | 1973年3月廃止  |
| 椋梨川   | 水力 | 1,000     | 豊田郡大河村中河内（現・東広島市） （河川名：沼田川水系椋梨川） | 北緯34度28分51.1秒 東経132度53分49.8秒 | 1918年5月               | 1968年8月廃止  |
| 大手町   | 火力 | 1,000     | 広島市大手町7丁目                                               |                                        | 1894年9月               | 1928年5月廃止  |
| 千田町   | 火力 | 3,000     | 広島市千田町                                                    |                                        | 1920年10月              | 1947年12月廃止 |
| 竹原     | 火力 | 150       | 賀茂郡竹原町字上新開（現・竹原市）                              |                                        | （芸備電気）            | 1924年12月廃止 |
| 尾道     | 火力 | 255       | 尾道市尾崎町                                                    |                                        | （尾道電気）            | 1924年12月廃止 |

## 歴代役員
広島電灯の歴代社長は以下の6人である。
1. 桐原恒三郎 ： 1893年4月就任、1898年12月辞任[32]。発起人の一人で醸造業・綿商を営む[2]。
2. 山県徳兵衛 ： 1898年12月就任、1907年11月退任[32]。家業は木綿問屋[4]。
3. 賀田金三郎 ： 1907年11月就任、1908年6月退任[32]。実業家、台湾「賀田組」代表[4]。
4. 熊谷栄次郎 ： 1908年6月就任、1913年4月辞任[32]。穀物商[4]。
5. 高束康一 ： 1913年4月就任、1920年10月退任[32]。元広島市長[4]。
6. 木村静幽 ： 1920年10月就任、1921年8月退任[32]。広島電灯に水利権を譲渡した太田川電力発起人の一人[5]。

その他、役員経験者のうち主要人物は以下の通り
- 井原外助（常務取締役・取締役）
- 沢原精一（取締役・監査役）
- 海塚新八（取締役）
- 川北栄夫（取締役）
- 野口遵（取締役）
- 早速整爾（監査役）